# Acanthoscurria convexa
Acanthoscurria convexa é uma espécie de aranha pertencente à família Theraphosidae (tarântulas).